# Allan Kwartler
Allan Sidney Kwartler (New York, 10 settembre 1917 – Mount Vernon, 11 novembre 1998) è stato uno schermidore statunitense.

## Biografia
Ha partecipato ai Giochi della XV Olimpiade di Helsinki nel 1952, ai Giochi della XVI Olimpiade di Melbourne nel 1956 ed ai Giochi della XVII Olimpiade di Roma nel 1960.

## Palmarès
In carriera ha conseguito i seguenti risultati:
- Giochi Panamericani:

Città del Messico 1955: oro nella sciabola a squadre ed argento nel fioretto a squadre.
Chicago 1959: oro nella sciabola a squadre ed individuale.